# CN Canadian Women’s Open 2009
CN Canadian Women's Open 2009 – 38. edycja kobiecego golfowego turnieju Canadian Women's Open, która odbyła się w dniach 3-6 września 2009 na polu golfowym Priddis Greens Golf & Country Club w Priddis Greens, Alberta, Kanada.
Dla zawodniczek przeznaczono nagrody z łącznej puli 2,75 mln USD, z czego 412,5 tys. przewidziano dla triumfatorki zawodów. Obrończynią zdobytego w 2008 tytułu była Australijka Katherine Hull. Mistrzynią w 2009 została Suzann Pettersen z Norwegii, która triumfowała z przewagą 5 uderzeń.

## Karta pola
| Dołek   | Dołek | 1   | 2   | 3   | 4   | 5   | 6   | 7   | 8   | 9   | Out  | 10  | 11  | 12  | 13  | 14  | 15  | 16  | 17  | 18  | In   | Suma |
| ------- | ----- | --- | --- | --- | --- | --- | --- | --- | --- | --- | ---- | --- | --- | --- | --- | --- | --- | --- | --- | --- | ---- | ---- |
| Par     | Par   | 4   | 3   | 4   | 4   | 5   | 3   | 4   | 3   | 5   | 35   | 4   | 3   | 5   | 4   | 4   | 3   | 4   | 4   | 5   | 36   | 71   |
| Długość | yd    | 346 | 139 | 433 | 404 | 538 | 159 | 383 | 205 | 547 | 3154 | 417 | 171 | 512 | 435 | 383 | 110 | 403 | 330 | 512 | 3273 | 6427 |
| Długość | m     | 316 | 127 | 396 | 369 | 492 | 145 | 350 | 187 | 500 | 2884 | 381 | 156 | 468 | 398 | 350 | 101 | 369 | 302 | 468 | 2993 | 5877 |

## Uczestniczki
W turnieju przewidziano miejsce dla 156 zawodniczek. Wśród nich znalazły się cztery kwalifikantki (w nawiasie wynik): Jeong Ji-min (70), Sarah Butler (71), Erynne Lee (72) i Adrienne White (72) oraz pięć amatorek: Nicole Vandermade, Maude-Aimee Leblanc, Stephanie Sherlock, Sue Kim i Jennifer Kirby.

## Przebieg

### Dzień 1.
Liderką po pierwszym dniu została Anna Rawson z Australii. Jej runda 65 uderzeń (nowy rekord pola) jest jej osobistym rekordem na LPGA Tour oraz jest najniższym w tym roku wynikiem na LPGA Tour zagranym na polu par 71. Rawson wykorzystując sprzyjające poranne warunki zagrała 9 birdie i 2 bogeye.
O jedno uderzenie więcej miała na swojej karcie wicemistrzyni sprzed tygodnia Suzann Pettersen z Norwegii, która samotnie zajmuje drugie miejsce: Pettersen zagrała sześć birdie i 12 parów. W przeciwieństwie do Rawson Norweżka musiała się zmagać z osiągającym w porywach 50 km/h wiatrem, który pojawił się w późniejszej części dnia. Na trzecim miejscu ex aequo z wynikiem 67 uderzeń znalazły się numer 1 światowego rankingu Lorena Ochoa oraz grająca dzięki dzikiej karcie Amanda Blumenherst, która niedawno przeszła na zawodowstwo.
Broniąca tytułu Australijka Katherine Hull zagrała +2 (73) i zajmuje 83. miejsce ex aequo.
| Miejsce | Zawodniczka        | Rundy | Wynik |
| ------- | ------------------ | ----- | ----- |
| 1       | Anna Rawson        | 64    | -7    |
| 2       | Suzann Pettersen   | 65    | -6    |
| 3=      | Lorena Ochoa       | 66    | -5    |
| 3=      | Amanda Blumenherst | 66    | -5    |
| 5=      | Louise Stahle      | 67    | -4    |
| 5=      | Chung Il-mi        | 67    | -4    |
| 5=      | Momoko Ueda        | 67    | -4    |
| 5=      | Kim Joo-mi         | 67    | -4    |

| Dołek   | 1    | 2    | 3    | 4    | 5    | 6    | 7    | 8    | 9    | 10   | 11   | 12   | 13   | 14   | 15   | 16   | 17   | 18   | Suma  |
| ------- | ---- | ---- | ---- | ---- | ---- | ---- | ---- | ---- | ---- | ---- | ---- | ---- | ---- | ---- | ---- | ---- | ---- | ---- | ----- |
| Par     | 4    | 3    | 4    | 4    | 5    | 3    | 4    | 3    | 5    | 4    | 3    | 5    | 4    | 4    | 3    | 4    | 4    | 5    | 71    |
| Średnia | 3,90 | 3,11 | 4,28 | 4,19 | 4,66 | 3,08 | 4,29 | 3,09 | 4,96 | 4,12 | 3,43 | 4,71 | 4,36 | 3,92 | 2,99 | 4,42 | 4,06 | 4,96 | 72,51 |

### Dzień 2.
Uwagę drugiego dnia skupiła na sobie przede wszystkim Koreanka Kim Song-hee, która pobiła dwoma uderzeniami rekord pola ustanowiony dzień wcześniej przez Annę Rawson. Kim rozpoczęła swoją rundę od sześciu birdie z rzędu. Na pierwszej dziewiątce zagrała jeszcze jedno – na dołku nr 9 – co dało jej na półmetku wynik 28. Na 10. zrobiła bogeya, ale kolejne trzy birdie na 12., 16., i 17. dały jej łączny wynik 62 uderzeń (-9). Tak dobry rezultat dał jej pierwsze miejsce ex aequo wraz z Suzann Pettersen. Norweżka, która zagrała drugą rundę 68 uderzeń, przez moment nawet dzierżyła status samodzielnej liderki, ale dwa bogeye na jej trzech ostatnich dołkach popsuły wynik.
Jedno uderzenie za liderkami na trzecim miejscu znalazły się Lorena Ochoa (68) oraz aktualna mistrzyni Women's British Open Catriona Matthew (66). Piąte miejsce okupują trzy zawodniczki, w tym zwyciężczyni sprzed tygodnia M.J. Hur oraz Angela Stanford (USA).
Prowadząca po czwartkowej rundzie Rawson drugiego dnia zagrała 73 uderzenia (+2) i z wynikiem 5 poniżej par spadła na 10. miejsce ex aequo.
Cut po dwóch dniach został ustalony na poziomie +1. Przeszły go 74 zawodniczki. Po raz pierwszy w historii zawodów w ostatnich dwóch dniach turnieju nie zagra żadna z 12 biorących udział reprezentantek Kanady. Poza nimi z imprezy odpadły m.in. broniąca tytułu Katherine Hull, Ji Eun-hee, Brittany Lang, Nicole Castrale, Michelle Wie i Laura Davies.
Drugiego dnia Eva Dahllof ze Szwecji zagrała na szóstym dołku hole-in-one (7-żelazo ze 145 metrów). Szwedka znalazła się wśród zawodniczek, które nie przeszły cuta.
| Miejsce | Zawodniczka      | Rundy     | Wynik |
| ------- | ---------------- | --------- | ----- |
| 1=      | Suzann Pettersen | 65-68=133 | -9    |
| 1=      | Kim Song-hee     | 71-62=133 | -9    |
| 3=      | Catriona Matthew | 68-66=134 | -8    |
| 3=      | Lorena Ochoa     | 66-68=134 | -8    |
| 5=      | M.J. Hur         | 68-67=135 | -7    |
| 5=      | Angela Stanford  | 70-65=135 | -7    |
| 5=      | Yoo Sun-young    | 69-66=135 | -7    |

| Dołek   | 1    | 2    | 3    | 4    | 5    | 6    | 7    | 8    | 9    | 10   | 11   | 12   | 13   | 14   | 15   | 16   | 17   | 18   | Suma  |
| ------- | ---- | ---- | ---- | ---- | ---- | ---- | ---- | ---- | ---- | ---- | ---- | ---- | ---- | ---- | ---- | ---- | ---- | ---- | ----- |
| Par     | 4    | 3    | 4    | 4    | 5    | 3    | 4    | 3    | 5    | 4    | 3    | 5    | 4    | 4    | 3    | 4    | 4    | 5    | 71    |
| Średnia | 4,16 | 3,25 | 4,25 | 4,19 | 4,61 | 3,05 | 4,12 | 3,26 | 4,83 | 3,96 | 3,10 | 4,71 | 4,48 | 3,94 | 3,08 | 4,06 | 3,91 | 5,00 | 71,96 |

### Dzień 3.
Spośród siedmiu zawodniczek zajmujących czołowe pięć miejsc po dwóch dniach tylko dwie zagrały w sobotę rundy poniżej par: Suzann Pettersen (66) i Amerykanka Angela Stanford (69). Obie dzięki temu zapewniły sobie miejsce na dwóch czołowych pozycjach – Pettersen została samodzielną liderką, a Stanford została jej najbliższą rywalką z deficytem pięciu uderzeń. Amerykanka zakończyła swoją rundę mocnym akrentem trafiając putta na eagle'a z ponad 20 metrów na 18. dołku.
Podczas trzeciej rundy zawodniczki znowu musiały zmagać się z wiatrem, którego prędkość wahała się w granicach 15-30 km/h. W rezultacie tylko 25 zawodniczek z 74 pozostających dalej w grze zagrało rundę na even lub lepiej. Najlepiej zagrały wspomniana Pettersen oraz Morgan Pressel. Pierwsza z nich zanotowała jednego bogeya i sześć birdie. Z kolei Pressel zagrała jednego bogeya, cztery birdie oraz eagle'a na 18. dołku, co dało jej miejsce w pierwszej dziesiątce.
Trzecie miejsce z sześcioma uderzeniami straty do Pettersen samodzielnie zajmuje utytułowana Australijka Karrie Webb, która zagrała drugą z rzędu rundę 68 uderzeń. Webb triumfowała w Canadian Women's Open w 1999 roku podczas jego ostatniej edycji, która rozgrywana była na polu Priddis Breens i która miała status turnieju wielkoszlemowego.
Współliderka po dwóch rundach – Kim Song-hee – trzeciego dnia zagrała +6 (77) i spadła na 21. miejsce ex aequo.
| Miejsce | Zawodniczka      | Rundy        | Wynik |
| ------- | ---------------- | ------------ | ----- |
| 1       | Suzann Pettersen | 65-68-66=199 | -14   |
| 2       | Angela Stanford  | 70-65-69=204 | -9    |
| 3       | Karrie Webb      | 69-68-68=205 | -8    |
| 4=      | Kim In-kyung     | 69-68-69=206 | -7    |
| 4=      | Lorena Ochoa     | 66-68-72=206 | -7    |

| Dołek   | 1    | 2    | 3    | 4    | 5    | 6    | 7    | 8    | 9    | 10   | 11   | 12   | 13   | 14   | 15   | 16   | 17   | 18   | Suma  |
| ------- | ---- | ---- | ---- | ---- | ---- | ---- | ---- | ---- | ---- | ---- | ---- | ---- | ---- | ---- | ---- | ---- | ---- | ---- | ----- |
| Par     | 4    | 3    | 4    | 4    | 5    | 3    | 4    | 3    | 5    | 4    | 3    | 5    | 4    | 4    | 3    | 4    | 4    | 5    | 71    |
| Średnia | 3,80 | 3,20 | 4,45 | 4,18 | 4,85 | 3,23 | 4,23 | 3,11 | 4,85 | 4,00 | 3,23 | 4,78 | 4,32 | 4,27 | 2,99 | 4,30 | 4,09 | 4,84 | 72,72 |

### Dzień 4. (finał)
Dla ostatniej grupy, w której grały Pettersen, Stanford i Webb pierwsze pięć dołków spowodowało, że przewaga Norweżki stopniała do trzech uderzeń. Pettersen zagrała bogey-birdie na dołkach 2 i 3. Stanford straciła swoją drugą pozycję po bogeyu i podwójnym bogeyu na 3. i 4. Z kolei Webb na zrobiła trzy birdie na dołkach 2., 4. i 5. stając się najbliższą rywalką liderki. Co prawda na szóstym dołku zrobiła birdie, ale oddała uderzenie na ósemce. Kluczowym momentem były dołki 10-12, na których Pettersen zrobiła trzy birdie z rzędu zwiększając przewagę nad Webb do sześciu uderzeń. Na kolejnym dołku obie zrobiły bogeya – w tym Pettersen popełniając swojego pierwszego potrójnego putta w turnieju. Trzy dołki później Webb zbliżyła się na cztery uderzenia po tym jak zrobiła birdie na 16. a Pettersen straciła kolejne uderzenie na 14. Wynik Pettersen nie zmienił się już do końca, natomiast Webb straciła uderzenie na 17 i jak się niedługo okazało także samodzielne drugie miejsce. W końcowej klasyfikacji wraz z Webb na pozycji wiceliderki skończyła Stanford, która na drugiej dziewiątce odrobiła trzy uderzenia (birdie na 11. i chip-in na eagle'a na 17.), dwie Japonki Ueda i Miyazato oraz Amerykanka Morgan Pressel.
Końcowa przewaga Pettersen była drugą co do wielkości spośród wyników dotychczas rozegranych turniejów sezonu 2009 na LPGA Tour – bardziej od reszty stawki wysforowała się naprzód tylko Jiyai Shin w Wegmans LPGA. Nota bene w niedzielę to właśnie Shin zagrała najlepszą rundę w całej stawce: 63 uderzenia.
Dla Pettersen triumf w Canadian Women's Open był szóstym zwycięstwem w karierze startów na LPGA Tour – poprzednie zwycięstwo wywalczyła w 2007 pokonując Laurę Davies w Honda LPGA Thailand. Dzięki czekowi za pierwsze miejsce Pettersen awansowała na drugie miejsce listy zarobków golfistek LPGA Tour.
| Miejsce | Zawodniczka      | Rundy           | Wynik |
| ------- | ---------------- | --------------- | ----- |
| 1       | Suzann Pettersen | 65-68-66-70=269 | -14   |
| 2=      | Momoko Ueda      | 67-72-70-65=274 | -10   |
| 2=      | Morgan Pressel   | 71-71-66-66=274 | -10   |
| 2=      | Ai Miyazato      | 69-69-69-67=274 | -10   |
| 2=      | Karrie Webb      | 69-68-68-69=274 | -10   |
| 2=      | Angela Stanford  | 70-65-69-70=274 | -10   |

| Dołek   | 1    | 2    | 3    | 4    | 5    | 6    | 7    | 8    | 9    | 10   | 11   | 12   | 13   | 14   | 15   | 16   | 17   | 18   | Suma  |
| ------- | ---- | ---- | ---- | ---- | ---- | ---- | ---- | ---- | ---- | ---- | ---- | ---- | ---- | ---- | ---- | ---- | ---- | ---- | ----- |
| Par     | 4    | 3    | 4    | 4    | 5    | 3    | 4    | 3    | 5    | 4    | 3    | 5    | 4    | 4    | 3    | 4    | 4    | 5    | 71    |
| Średnia | 4,15 | 3,07 | 4,16 | 4,30 | 4,80 | 3,08 | 4,00 | 3,28 | 4,88 | 3,97 | 3,11 | 4,43 | 4,23 | 3,78 | 3,05 | 3,88 | 3,95 | 4,99 | 71,11 |